# Альципа юнанська
Альци́па юнанська (Alcippe fratercula) — вид горобцеподібних птахів родини Alcippeidae. Мешкає в Південно-Східній Азії.

## Підвиди
Виділяють три підвиди:
- A. f. yunnanensis Harington, 1913 — північно-східна М'янма і південно-західний Китай;
- A. f. fratercula Rippon, 1900 — від центральної М'янми до південного Китаю, північного Таїланду і північно-західного Лаосу;
- A. f. laotiana Delacour, 1926 — північ Лаосу і В'єтнаму.

## Поширення і екологія
Юнанські альципи мешкають у М'янмі, Таїланді, Лаосі, В'єтнамі та у китайських провінціях Юньнань і Сичуань. Живуть в тропічних лісах і чагарникових заростях.